# Achelia simplex
Achelia simplex is een zeespin uit de familie Ammotheidae. De soort behoort tot het geslacht Achelia. Achelia simplex werd in 1934 voor het eerst wetenschappelijk beschreven door Giltay. 